# Jon Corzine
Jon Stevens Corzine, né le 1er janvier 1947 à Taylorville, est un homme d'affaires et homme politique américain, membre du Parti démocrate.
Président-directeur général de Goldman Sachs de 1994 à 1999, il est sénateur du New Jersey au Congrès des États-Unis de 2001 à 2006. Gouverneur du New Jersey de 2006 à 2010, il est également PDG de MF Global entre 2010 et 2011.

## Biographie

### Enfance et études
Jon Corzine est né dans l'Illinois et y a grandi dans la ferme familiale près de Taylorville.
Il fit ses études à l'université d'Illinois puis son service militaire actif dans les marines. Il resta réserviste jusqu'en 1975[réf. nécessaire].
Jon Corzine reprit ensuite ses études de commerce à l'université de Chicago dont il sortit diplômé en 1973.

### Carrière professionnelle dans le privé
Jon Corzine commença à travailler à la banque de l'Ohio, située à Columbus. En 1975, il s'installa dans le New Jersey où il fut employé comme trader par la banque Goldman Sachs, qu'il dirigea de 1994 à 1999. Il assura l'introduction en bourse de la banque réalisée en 1999.
Jon Corzine quitte Goldman Sachs en janvier 1999 pour se lancer en politique.

### Carrière politique
En novembre 2000, Jon Corzine reprit le siège du démocrate Frank Lautenberg au Sénat des États-Unis après l'avoir emporté de justesse contre son adversaire républicain Bob Franks et avoir effectué une des campagnes les plus chères du pays.
Au Sénat, Corzine fut membre de plusieurs commissions comme la commission bancaire, celle sur les affaires urbaines, celle sur les services secrets, celle sur le budget ou encore celle sur les ressources naturelles. Il fut en outre l'un des plus fermes soutiens aux lois de santé publique (Start Healthy, Stay Healthy Act) qui étendirent la couverture sociale aux femmes enceintes et aux enfants.
Jon Corzine est le coauteur avec le sénateur républicain Sam Brownback d'une loi sur le Darfour appelant à des sanctions contre le Soudan et établissant une base légale pour instruire des procès en génocide commis dans la région du Darfour.
Le 2 décembre 2004, Jon Corzine présenta sa candidature au poste de gouverneur du New Jersey. Il fut élu le 8 novembre 2005 avec 53 % des suffrages contre 44 % à l'homme d'affaires républicain Douglas Forrester. Il prit ses fonctions le 17 janvier 2006.
Le 3 novembre 2009, candidat à un second mandat de gouverneur, il est battu avec 45 % des voix par le républicain Christopher Christie (49 % des voix) en dépit, durant la campagne, d'un conséquent avantage financier sur son adversaire et du soutien actif de Barack Obama.

#### Prises de position
Jon Corzine est un des partisans de l'exonération d'impôts de deux ans aux familles des victimes des attentats du 11 septembre 2001[réf. nécessaire].
Il soutient un contrôle plus strict des armes à feu[réf. nécessaire].

### Deuxième carrière professionnelle dans le privé
En mars 2010, Corzine a été nommé PDG de MF Global Inc., une entreprise financière avec 3 000 employés, spécialisée dans le courtage de futures. Sous sa direction, MF Global a fait faillite en octobre 2011. Corzine souhaitait faire de MF Global un "mini Goldman Sachs". Il avait poussé MF Global à faire du trading pour fonds propres. MF Global avait emprunté 40 $ pour chaque dollar de capital, soit un effet de levier supérieur à celui de Lehman Brothers. MF Global avait alors misé en particulier sur les dettes des pays périphériques européens, dettes dont la valeur s'est effondrée. Cette faillite est la huitième plus importante aux États-Unis en trente ans.